# Бактрия
Бактрия е историческа област, обхващаща днешен Северен Афганистан, в части от планините Памир и Хиндукуш и на запад от тях около своя главен град Балх в Афганистан.

## Наименование
Областта става известна през древността (Античността) под наименованието Бактрия по името на нейния главен град Бактра, днешен Балх в Афганистан. На персийски и арабски се нарича Бахтар, на староирански — Пактра, на китайски – Дася.

## История
Палеоисторичесата цивилизация на Бактрия е сред най-старите цивилизации в Азия.
Независимото елинистическо Гръко-бактрийско царство със столица в Бактра (дн. Балх) започва съществуването си от 255 г. пр.н.е. и до 10 век  гръко-бактрийски владетели управляват териториите, завладени от него в Индия.

## Прабългари
Областта Бактрия е свързана със маргинална хипотеза за произхода на прабългарите. В този контекст е наричана Балхара. Според Петър Добрев с „Балх“ и „Балхар“ в индийския религиозен епос Махабхарата е обозначаван народът „бългх“, заради липсата или трудност при използването на звука „ъ“ в произнасянето и записването на „българи“. Оттук се извежда хипотезата, че това е най-старата известна родина на прабългарите.
Тази хипотеза не е приета еднозначно в България, а няма и сериозни поддръжници извън страната. Така например проф. Рашо Рашев, който е смятан за един от водещите съвременни изследователи в областта на прабългарската археология, смята че прабългарите са били разнороден племенен съюз, начело на който е стоял тюркски елит, увлякъл със себе си както ирански, така и угорски племена, чиито етногенезис протича през 2 – 6 век.
От друга страна, според проф. Раймонд Детрез, който е сред значимите специалисти по история на България, иранската хипотеза е популяризирана в резултат на антитурските настроения, зародили се по време на Възродителния процес през 80-те години на 20 век, докато сериозните научни кръгове приемат за водеща тезата за тюркския произход на прабългарите и езика им.